# Саттаров, Мамед Саттарович
Маме́д Сатта́рович Сатта́ров (21 января 1907, Астара — 9 декабря 1972, Ош) — один из организаторов текстильной промышленности Узбекистана.

## Биография
Саттаров Мамед Саттарович родился 21 января 1907 года в семье чернорабочего в селении Астара Ленкоранского уезда Бакинской губернии. Из-за постоянных военных действий и начавшегося голода семья в 1921 году переехала в Ташкент.
С 1922 года работал в «Ташгостраме» кондуктором трамвая, затем вагоновожатым. В 1928 году вступил в ряды ВКП(б). После окончания Среднеазиатского индустриального рабфака в 1933 году по рекомендации областного комитета ВКП(б) направлен на учёбу в Промышленную академию Наркомтекстиля СССР, г. Ташкент, которую окончил в 1937 году с квалификацией технолога по шелководству.
Работал в Ташкентском институте текстильной и лёгкой промышленности, в 1939—1940 — главным инженером Самаркандской шелкомотальной фабрики. С декабря 1940 года участвовал в реализации Постановления Совнаркома СССР и ЦК ВКП(б) «О мерах по дальнейшему подъёму шелководства в Узбекистане»: работал директором Ферганской шелкомотальной фабрики (1940—1941), Маргеланской шелкомотальной фабрики (1942—1943), Наманганского гренажного завода (1943—1947); начальником шелкомотального цеха Маргеланского шёлкового комбината (1947—1950), заместителем директора Маргеланского шёлкового комбината (1950—1952).
В 1953—1962 годы руководил Ошским шёлковым комбинатом. В этот период неоднократно избирался депутатом Ошского областного и Ошского городского советов народных депутатов.
С 1964 года работал технологом производства на Ошском шёлковом комбинате. Скончался 9 декабря 1972 года после тяжёлой продолжительной болезни (рак).

### Семья
Супруга — Сурэ Гусейновна Саттарова (1911—1995).
Сын — Фирутдин. Его супруга Лилия; их дети — Элла, Лариса, Рика.

## Награды
- Орден Трудового Красного Знамени
- Орден «Знак Почёта»
- Медаль «За доблестный труд в Великой Отечественной войне 1941—1945 гг.»